# A Hand of Bridge
A Hand of Bridge, opus 35, er en opera af Samuel Barber til en libretto af Gian Carlo Menotti og er muligvis den korteste opera, der regelmæssigt opføres. Den handler om to par, der spiller bridge, hvor hver af partierne har en kort arietta, som han eller hun synger som en monolog. Den første opførelse fandt sted på Festival dei Due Mondi i Spoleto den 17. juni 1959.

## Roller
| Rolle                                  | Stemmetype | Originalbesætning, 17. juni 1959 (Dirigent: - Robert Feist) |
| -------------------------------------- | ---------- | ----------------------------------------------------------- |
| David, en fremgangsrig forretningsmand | Baryton    | Renée Miville                                               |
| Geraldine, hans midaldrende kone       | Sopran     | Patricia Neway                                              |
| Bill, en advokat                       | Tenor      | William Lewis                                               |
| Sally, hans kone                       | Alt        | Ellen Miville                                               |

## Synopsis
Sally kommer i tanker om en hat, hun så i et butiksvindue tidligere på dagen. Bill, advokaten, mindes en tidligere elsker og tænker, hvor hun mon er nu. Geraldine beklager ikke at have elsket sin nu døende mor, mens hun stadig havde det godt. Endelig fantaserer David om, hvad han ville gøre, hvis han var så rig som hans chef, "Mr. Pritchett".

## Diskografi
- Neway, W. Lewis, Maero; Goldschmann, 1960
- Aks, Kittleson, Carney, Muenz, G. Smith, 1991

## Eksterne links
- Beskrivelse fra Schirmers katalog